# A Divina Comédia ou Ando Meio Desligado
A Divina Comédia ou Ando Meio Desligado Os Mutantes tredje studioalbum. Direktöversatt betyder titeln "Den gudomliga komedin eller jag går lite frånkopplat". Albumet släpptes år 1970 och visade ett större intresse för rock och blues, och mindre intresse för psykedelisk musik, jämför med deras två tidigare album. Svensken Johan Kugelberg producerade återutgivningen för Omplatten år 1999.

## Låtlista
| Nr  | Titel                                   | Längd |
| --- | --------------------------------------- | ----- |
| 1.  | Ando Meio Desligado                     | 4:46  |
| 2.  | Quem Tem Medo de Brincar de Amor        | 3:44  |
| 3.  | Ave, Lúcifer                            | 2:20  |
| 4.  | Desculpe, Babe                          | 2:48  |
| 5.  | Hey Boy                                 | 2:47  |
| 6.  | Meu Refrigerador Não Funciona           | 6:19  |
| 7.  | Preciso Urgentemente Encontrar um Amigo | 3:50  |
| 8.  | Chão de Estrelas                        | 3:11  |
| 9.  | Jogo de Calçada                         | 4:08  |
| 10. | Haleluia                                | 3:39  |
| 11. | Oh! Mulher Infiel                       | 4:20  |